# Léonard Michelon du Mas Barreau
Léonard Michelon du Mas Barreau est un homme politique français décédé le 3 juin 1815.
Procureur syndic du district de Saint-Léonard, il est député de la Haute-Vienne de 1791 à 1792.

## Sources
- « Léonard Michelon du Mas Barreau », dans Adolphe Robert et Gaston Cougny, Dictionnaire des parlementaires français, Edgar Bourloton, 1889-1891 [détail de l’édition]